# تاكويا وادا (فنان قتال مختلط)
تاكويا وادا (باليابانية: 和田拓也؛ بالكانا: わだ たくや) هو فنان قتال مختلط ياباني، ولد في 14 فبراير 1978 في أوتا في اليابان.

## وصلات خارجية
- تاكويا وادا على موقع شيردوغ (الإنجليزية)